# ノモガクジ
ノモ ガクジ（1967年〈昭和42年〉4月2日 - ）は、日本の俳優、弁護士。東京都出身。2005年7月より東宝芸能に所属。本名及び旧芸名は野元 学二（のもと・がくじ）。

## 略歴
早稲田大学高等学院、早稲田大学法学部卒業（田山輝明ゼミ）。1992年に司法試験合格。9年間の弁護士生活にピリオドを打ち、35歳の春より俳優に転身。養成所などを経て、2004年に受けた今井雅之監督作品映画『THE WINS OF GOD』のオーディションに合格し、デビュー。この作品は全編英語で、得意の英会話が活かされた。また、同作品の舞台にも参加し、同じく今井監督に心身共に鍛えられた。その後も実績を積み重ね、2012年9月より2年間、イギリスの「王立演劇学校」演劇修士課程に留学。
経歴を頼られ、法律の監修・考証的な立場から作品に携わることもしばしば。NHKの土曜ドラマ『マチベン』、『新マチベン 〜オトナの出番〜』、周防正行監督作品『それでもボクはやってない』、鈴木雅之監督『HERO』、石井晴康監督『クロサギ』などでは、俳優としても両面より参加した。
2014年の帰国後、俳優業と並行して弁護士業を再開。それに伴い、2014年10月を以て俳優業の芸名を現在の「ノモガクジ」に変更する。弁護士業では本名の野元学二名義で活動する。

## 出演

### 映画
- 容疑者 室井慎次（2005年） - 千田実 役[7]
- THE WINDS OF GOD -KAMIKAZE-（2006年） - 今村一等整備兵 役[8]
- それでもボクはやってない（2007年） - 広瀬邦彦 役[9]
- HERO（2007年）
- 映画 クロサギ（2008年）
- クライマーズ・ハイ（2008年）[10]
- 裁判員になりました～ニュースの向こう側（裁判員裁判広報用映画、 2008年、企画・制作：日本弁護士連合会[11]） - 弁護人 役[12]
- 誰も守ってくれない（2009年）
- BALLAD 名もなき恋のうた（2009年）
- THE LAST MESSAGE 海猿（2010年） - 松浦太郎 役
- ステキな金縛り ONCE IN A BLUE MOON（2011年） - 裁判員 役
- 臨場 劇場版（2012年）
- 任侠ヘルパー（2012年）
- All That Remains（外国映画）（2013年） - 昭和天皇 役
- 表と裏（2015年）
- 散歩する侵略者（2017年）宮地 役
- 憲法を武器として～恵庭事件知られざる50年目の真実（2018年） - 彦坂俊尚 役
- たまゆら（2018年） - 木下亘 役

### テレビドラマ
- 金曜時代劇 柳生十兵衛七番勝負 第2回（2005年4月8日、NHK総合）[13]
- 月9 危険なアネキ DANGEROUS BEAUTY 第1話 - 第8話・最終話（2005年10月17日 - 12月5日・19日、フジテレビ系） - 鳥谷健 役[14]
- 特命!刑事どん亀（2006年4月10日 - 7月17日、TBSテレビ系） - 野崎伊佐夫 役[15]
- 土曜ドラマ（NHK総合）
  - マチベン 第4話（2006年4月29日）[3]
  - 新マチベン 〜オトナの出番〜 第5話（2007年7月28日）[4]
  - 一橋桐子の犯罪日記 第1話・第2話（2022年10月8日・15日）[16][17]
- 土曜ワイド劇場（テレビ朝日系）
  - 法律事務所
    - 第1作（2006年8月12日） - 小原茂樹 役
    - 第2作（2008年4月12日） - 稲尾一志 役
    - 第3作（2009年4月4日） - 斉藤巡査 役

  - 獣医・いかり七緒の殺人診断（2007年10月27日） - 平田晴彦 役
  - 西村京太郎トラベルミステリー53（2010年2月6日） - 鈴木警部 役
  - おかしな刑事 居眠り刑事とエリート警視の父娘捜査11（2014年6月7日） - 馬場刑事 役
  - 森村誠一の終着駅シリーズ28（2014年6月28日） - 相川一郎 役
- 水曜ミステリー9（テレビ東京系 / BSジャパン→BSテレ東）
  - 事件記者 浦上伸介4（2006年6月7日） - 野山英二 役[18]
  - 無敵の法律事務所 弁護の鉄人 橘明日香（2015年6月3日） - 矢代尚之 役[19]
- 火曜ドラマゴールド 監察医・室生亜季子37（2007年3月27日、日本テレビ系）[20]
- 陽炎の辻〜居眠り磐音 江戸双紙〜シリーズ（NHK総合） - 同心・木下一郎太 役
  - 陽炎の辻〜居眠り磐音 江戸双紙〜 第2回・第3回・第5回・第7回・第9回（2007年7月26日・8月2日・30日・9月13日・9月27日）[21]
  - 陽炎の辻2〜居眠り磐音 江戸双紙〜 第1回・第3回・第5回・第6回（2008年9月6日・20日・10月4日・11日）[22][23][24][25]
  - 陽炎の辻3〜居眠り磐音 江戸双紙〜 第4回・第7回・最終回（2009年5月9日・30日・8月8日）[26]
  - 陽炎の辻スペシャル〜居眠り磐音 江戸双紙〜「海の母」（2010年1月1日）[27]
- 感染爆発〜パンデミック・フルー（2008年1月12日、NHK総合） - 野口医師 役
- 相棒 Season6 最終話（2008年3月19日、テレビ朝日系）[28]
- ほんとにあった怖い話 「病室の住人」（2008年8月26日、フジテレビ系） - 竹谷哲也 役
- 水曜ドラマ アイシテル-海容- 第5話（2009年5月13日、日本テレビ系）[29]
- 木曜ナイトドラマ 傍聴マニア09 裁判長! ここは懲役4年でどうすか COURT-01・02・05・07（2009年10月23日・29日・11月20日・12月3日、日本テレビ系） - 松戸裁判官 役
- 魔女裁判（2009年、フジテレビ系） - 北村武彦 役
- 疑惑（2009年1月24日、テレビ朝日系） - 大堀裁判官 役
- 曲げられない女 最終話（2010年3月17日、日本テレビ系） - 司法試験の試験官 役
- てのひらのメモ（2010年10月23日、NHK総合） - 野々宮判事 役
- 臨場 続章 第5話（2010年5月12日、テレビ朝日系） - 長野刑事 役
- 一年半待て（2010年12月8日、BS-TBS） - 村木裁判長 役
- 警視庁捜査一課9係（テレビ朝日系）
  - 新・警視庁捜査一課9係 season3 第7話（2011年8月17日） - 堀川秀宣 役
  - senson11 第10話（2016年6月8日） - 井伏治 役
- ホンボシ〜心理特捜事件簿〜 最終話・後編（2011年3月10日、テレビ朝日系） - 雨宮勇作 役
- ティーンコート 第2話（2012年1月17日、日本テレビ系） - 谷口啓介 役
- Dr.検事モロハシ1（2012年3月23日、フジテレビ系） ‐ 水沼雄一 役
- プレミアムドラマ（NHK BSプレミアム・NHK BS4K）
  - そこをなんとか 第3話（2012年11月14日） - 朝倉 役
    - そこをなんとか2 第7話（2014年9月14日） - 本宮弁護士 役

  - 家族だから愛したんじゃなくて、愛したのが家族だった 第8話（2023年7月2日）[30]
- 月曜ゴールデン（TBSテレビ系）
  - オバベン -京都ふたりの女弁護士-
    - 第1作（2013年6月24日） - 歩川真一郎 役
    - 第2作（2016年2月29日） - 西尾岳 役
- 金曜8時のドラマ ラスト・ドクター -監察医アキタの検死報告- 最終話（2014年9月12日、テレビ東京系） - 裁判長 役[31]
- 佐方貞人シリーズ（テレビ朝日系）
  - 最後の証人（2015年1月23日） - 寺元和雄 役
  - 検事の死命（2016年1月17日） - 裁判官 役
  - 検事の本懐（2016年12月3日） - 野本検事 役
  - 検事・佐方〜裁きを望む〜（2019年12月26日） - 裁判長 役
- 復讐法廷（2015年2月7日、テレビ朝日系） - 水口高志 役
- 科捜研の女（テレビ朝日系）
  - Season15 第8話（2016年1月14日） - 谷村医師 役
  - Season19 第4話（2019年5月9日） - 千堂頼嗣 役
- 警視庁・捜査一課長 Season1 第1話（2016年4月14日[注 1]・4月18日[注 2]、テレビ朝日系） - 葉山義明 役
- 連続ドラマW・日曜オリジナルドラマ（WOWOW）
  - 沈まぬ太陽 第1話・第8話 - 第10話（2016年5月8日・6月26日・7月10日・17日）[32][33]
  - ヒトヤノトゲ 獄の棘（2017年3月19日 - 4月23日） - 高村隆志 役[34]
- 炎の経営者（2017年3月19日、フジテレビ系） - 橘猪早男 役
- 月曜名作劇場（TBSテレビ系）
  - 新・十津川警部シリーズ2（2017年4月3日） ‐ 佐々木刑事 役
  - 警視庁機動捜査隊216 VIII（2017年9月4日） - 岡谷義男 役
- 日曜ワイド（テレビ朝日系）
  - おかしな弁護士
    - 第1作（2017年8月6日） ‐ 石丸裁判長 役[35]
    - 第2作（2018年1月14日） - 宮島繁雄 役[36]
- 全力失踪（2017年9月3日 - 10月22日、NHK BSプレミアム） - 柴田真輔 役
- 浅田次郎ドラマスペシャル 琥珀（2017年9月15日、テレビ東京系）[37][38]
- 日曜プライム おかしな刑事 第18作（2018年10月21日、テレビ朝日系） ‐ 市川刑事 役
- トドメの接吻 第1話（2018年1月7日、日本テレビ系） ‐ 羽生幸雄 役
- 平成物語 SEASON 1（2018年3月24日・31日、フジテレビ系）
- 特捜9 Season2 最終話（2019年6月26日、テレビ朝日系）- 村野圭右 役[39]
- そろばん侍 風の市兵衛SP〜天空の鷹〜（2020年1月3日、NHK BS4K） - 忠次郎 役
- 土曜ナイトドラマ アリバイ崩し承ります 第4話（2020年2月22日、テレビ朝日系） - 里見良介 役[40]
- 刑事7人 Season6 第3話（2020年8月19日、テレビ朝日系） - 日高聡 役
- オトナの土ドラ さくらの親子丼 第3シリーズ 一杯目・二杯目・五杯目・七杯目・八杯目（2020年10月17日・24日・11月14日・28日・12月5日、フジテレビ系） - 磯部利晴 役
- ドラマ10（NHK総合）
  - タリオ 復讐代行の2人 第2話（2020年10月16日） - 沼田鈴雄 役[41]
  - 家族だから愛したんじゃなくて、愛したのが家族だった 第8話（2024年9月10日）[30]
- IP〜サイバー捜査班 第6話（2021年8月19日、テレビ朝日系） - 稲本喜久 役
- 月曜プレミア8 （テレビ東京系）
  - 当番弁護士 梶原藤子の事件ファイル2（2021年10月4日） - 永井宏治 役[42]
  - 疑念 警視庁強行犯係 樋口顕（2021年10月11日） - 鈴木俊夫 役[43]
- 祈りのカルテ 研修医の謎解き診察記録 第5話（2022年11月5日、日本テレビ系） - 久米雅彦 役
- 天使の耳〜交通警察の夜（2023年3月20日、NHK BS4K / 6月17日、NHK BSプレミアム / 2024年4月16日、NHK総合） - 望月浩二 役[44]
- 育休刑事 第9話・最終話（2023年6月13日・20日、NHK総合・NHK BS4K） - 関勝郎 役
- 連続ドラマW 坂の上の赤い屋根 第1話・第3話（2024年3月3日・17日、WOWOW） - 検事 役

### 舞台

#### 王立演劇学校
※劇場は全て王立演劇学校(RADA)
- 野鴨（2012年、演出：ダニエラ・プレーヌ・ハーディ） - ヘーケン・ヴァーレ 役[45]
- Siamese Twins（2012年、演出：ウィットニー・モーゼリー） - イグナチオ 役[45]
- ワーニャ伯父さん（2012年、演出：ダニエラ・プレーヌ・ハーディ） - アーストロフ 役[45]
- 三文オペラ（2013年、演出：スー・デュンダデイル） - マック・ザ・ナイフ 役 / 娼婦 役（二役）[45]
- 十二夜（2013年、演出：クララ・マクブライド） - フェステ 役 / サー・トービー 役（二役）[45]

#### 王立演劇学校以外
- THE WINDS OF GOD（2006年8月 - 11月） - 山田分隊長、老神父 役[45]
- しがさん無事？ are you alright, my-me？（2019年5月7日 -12日、下北沢 小劇場B1）[46]
- LOGOTyPEプロデュース#4 ハムレットマシーン（2022年12月2日 - 4日、吉祥寺シアター）[47]
- どん底（2023年10月19日～22日、北千住BUoY） - ブブノフ（帽子屋） 役[45][48]